# The Massacre (filme)
The Massacre é um filme mudo norte-americano em curta-metragem, do gênero western, dirigido por D. W. Griffith em 1914 e lançado pela Biograph Studios. O filme foi estrelado por Blanche Sweet e Wilfred Lucas. O filme foi filmado em 1912 e lançado na Europa naquele ano, mas não lançado nos Estados Unidos até 1914.

## Elenco
- Wilfred Lucas
- Blanche Sweet
- Charles West
- Alfred Paget
- Lionel Barrymore
- Charles Craig
- Edward Dillon
- Charles Gorman
- Robert Harron
- Dell Henderson
- Harry Hyde
- J. Jiquel Lanoe
- Charles Hill Mailes
- Claire McDowell
- W. Chrystie Miller
- Frank Opperman
- Jack Pickford
- W. C. Robinson
- Kate Toncray